# Kyunghae Kang
Kyunghae Kang är en sydkoreansk operasångerska, sopran. Hon har vunnit flera nationella och internationella sångtävlingar, bland andra 41:a Dong-A Music Concours och tredje internationella operatävlingen i Shizuoka.
Kyuanghae Kang studerade vid Yonsei-universitetet i Seoul 1997–2001. Vid tävlingarna som nämns ovan blev Kyunghae av operachefen för Semperoper i Dresden engagerad där 2004. Där har hon sjungit roller som Mimi i La bohème, Grevinnan och Barbarina i Figaros bröllop, Liù i Turandot, Micaela i Carmen, Donna Elvira och Donna Anna i Don Giovanni, Europa i Die Liebe der Danaae, Slav i Salome, Kitty i Dead Man Walking, Echo i Ariadne på Naxos samt Tredje Nornan i Ragnarök. Sommaren 2009 vann Kyunghae tredje pris i Mirjam Helin International Singing Competition i Finland. 2010 gjorde hon titelrollen i Puccinins Madama Butterfly på Malmö Opera. Hon återkom i samma roll i nypremiären av Madama Butterfly i mars 2012 på Malmö Opera